# Maistaller Berg
Der Maistaller Berg ist ein 998 m ü. A. hoher Berg in den Brandenberger Alpen am östlichen Ende des Pendlingzugs. Er bildet die Gemeindegrenze zwischen Kufstein, Thiersee und Langkampfen. Auf dem Berg liegt der Pfrillsee und an seinem südlichen Fuß der Stimmersee. Es gibt darauf kein Gasthaus oder sonstiges Gebäude.
Am nördlichen Ende des Berges führt die Thiersee-Straße bei Morsbach und Hippichl über den Pass Marblinger Höhe (683 m).  Der Name stammt vom Langkampfner Ortsteil Maistall ab.
Der Gipfel kann vom Dreibrunnenjoch oberhalb von Vorderthiersee über eine Forststraße, die bis auf wenige Meter an den flachen bewaldeten Gipfelaufbau heranführt, erreicht werden.